# Station de transmission d'Anthorn
La station de transmission d'Anthorn est située près d'Anthorn, dans le Cumbria, en Angleterre, surplombant le Solway Firth. Elle est exploitée par Babcock International (avec laquelle l'ancien opérateur VT Communications est maintenant fusionné). Il comporte trois émetteurs: un VLF; un LF; et un émetteur eLORAN.
Le tracé triangulaire caractéristique des routes est un vestige de l’aérodrome militaire de la Seconde Guerre mondiale, opéré par le Fleet Air Arm sous le nom de HMS Nuthatch.

## RNAS Anthorn
John Laing & Son a commencé la construction d'un aérodrome à Anthorn pour le Fleet Air Arm à la fin de 1943, et la RNAS Anthorn fut reçue le 7 septembre 1944 sous le nom de HMS Nuthatch, avec trois pistes en macadam. C’était la base de la No.1 Aircraft Receipt and Despatch Unit (No.1 ARDU), chargée de réceptionner les nouveaux aéronefs des constructeurs, de les adapter aux normes de service et de les envoyer aux escadrons opérationnels, l’unité étant spécialisée dans les F4U Corsair, Supermarine Seafire, Fairey Firefly, Barracuda. La No.1 ARDU a continué d’opérer depuis Anthorn après la fin de la Seconde Guerre mondiale, tandis que plusieurs escadrons furent également basés sur l’aérodrome immédiatement après la guerre. La base aérienne ferma en mars 1958.

### Unités opérationnelles
Source: 
| Unités                                          | Equipements             | Arrivée          | Départ          |
| ----------------------------------------------- | ----------------------- | ---------------- | --------------- |
| No. 1 ARDU                                      | -                       | 7 septembre 1944 | Novembre 1957   |
| 772 Naval Air Squadron                          | Variable                | 3 mai 1946       | 26 juin 1947    |
| 802 Naval Air Squadron                          | de Havilland Sea Hornet | Mai 1948         | Octobre 1948    |
| 813 Naval Air Squadron                          | Blackburn Firebrand     | 21 mai 1948      | 23 octobre 1948 |
| 801 Naval Air Squadron                          | Hawker Sea Fury         | 6 octobre 1949   | 31 octobre 1949 |
| 812 Naval Air Squadron                          | Fairey Firefly          | 4 juin 1952      | 3 juillet 1952  |
| 807 Naval Air Squadron                          | Hawker Sea Hawk         | 14 janvier 1954  | 5 mai 1954      |
| 860 Squadron Netherlands Naval Aviation Service | Hawker Sea Hawk         | 1956             |                 |
| 824 Naval Air Squadron                          |                         |                  |                 |

## Émetteur VLF
L'émetteur VLF est principalement utilisé pour transmettre des ordres aux sous-marins en 19,6 kHz. Son indicatif est GQD. Les transmissions VLF sont relativement peu affectées par les explosions nucléaires atmosphériques et Anthorn faisait autrefois partie du lien entre le radar d’alerte précoce de Fylingdales, et le système de défense aérienne des États-Unis.
Il s’agit d’une installation de l’OTAN contrôlée par le Quartier général de Northwood tels que trois autres émetteurs VLF en Norvège, en Allemagne et en Italie. Conformément à la procédure applicable aux projets OTAN, le projet a fait l'objet d'un concours entre les pays membres de l'organisation. La British Post Office, agissant en tant que conseiller technique et agent du ministère de la Défense, a choisi le site, négocié le contrat et supervisé les travaux, avec l'aide du ministère des Bâtiments et Travaux publics. Le contrat a été passé le 26 octobre 1961 avec Continental Electronics Systems Incorporated de Dallas, Texas. Cette société avait déjà construit une station similaire mais beaucoup plus grande dans le Maine, aux États-Unis. Les travaux ont commencé en 1962 et la station a été acceptée au sein du ministère de la Défense en novembre 1964.
À l'origine, la station avait été conçue pour émettre un seul canal télégraphique à 45,5 bauds et à des puissances comprises entre 50 kW à 16 kHz et 100 kW à 20 kHz. Par la suite, le débit de données a été augmenté à 50 bauds et la stabilité de la porteuse améliorée.

## Émetteur LF: signal horaire national du laboratoire physique
Le National Physical Laboratory (NPL) a installé trois horloges atomiques à Anthorn. Le 27 février 2007, les transmissions de signaux horaires britanniques, conservant l'indicatif d'appel d'origine de MSF, y ont été transférées à titre d'essai, puis ont été officiellement transférées le 1er avril 2007. Les signaux provenaient à l'origine de l'émetteur situé à Rugby, administré par BT. Les données transmises incluent à la fois des informations sur l'heure et la date et peuvent être décodées à l'aide d'un logiciel approprié, disponible.
La surveillance et l'enregistrement des horloges et le contrôle des transmissions se font par liaison Internet depuis les bureaux du NPL à Teddington. La surveillance du signal est par radio. Pour assurer la précision, l'ajustement dynamique de l'antenne en fonction des conditions locales (telles que la distorsion du vent) est contrôlé à partir des ordinateurs sur site. Les signaux, transmis à 60 kHz, fournissent également un étalon de fréquence national. La puissance apparente rayonnée est de 17 kW.

## LORAN
Les autorités britanniques et irlandaises responsables des phares ont confié à VT Communications le développement d'une aide à la navigation par radio pour les navigateurs eLORAN (LORAN amélioré). L'émetteur est à Anthorn.

## Antennes
Le système d'antenne se compose de treize mâts, mesurant chacun 227 mètres, disposés en deux anneaux autour du mât central. L'antenne VLF est composée de quatre antennes en losange accrochées à de gros isolateurs sur les mâts, tous reliés à la terre.
L'antenne LF est une antenne en T filée entre deux mâts.